# ADULT VIDEO
『ADULT VIDEO』（アダルトビデオ）は、2006年3月23日に発売された東京事変のミュージック・ビデオ集。発売元は東芝EMI/Virgin Music。

## 概要
今作はアルバム『大人（アダルト）』収録曲のミュージック・ビデオ集。シングル「修羅場」のビデオクリップに加え、
それぞれシングルやアルバムに収録されたものとは異なるアレンジの「恋は幻 for musician」「黄昏泣き for mother」「秘密 for DJ」を含む全6曲のクリップを収録。DVD用に撮り下ろした映像もふんだんに収録された内容となっている。トータル的には、メンバーが架空の空間“事変ヒルズ”で繰り広げる一日が表現され、夜の始まりから朝の流れまでの時間経過に沿って様々な表情を見せるものとなっている。
初回生産分のみデジパック仕様。

## 収録曲
1. 歌舞伎
（作詞・作曲：椎名林檎）
メンバー紹介的アプローチで、「このあと繰り広げられる事変ヒルズの1日がダイジェストで流れる」という形になっている[3]。
2. 秘密 FOR DJ
（作詞・作曲：椎名林檎）
曲は新たにラップパートが挿入されたバージョン[3]。
3. 恋は幻 FOR MUSICIAN
（作詞・作曲：ネッド ドヒニー）
劇団ひとりとの共演[2]。歌詞にある「it's a tricky situation」をキーワードに、迷い込んださえない男が憧れのミュージシャンと共に繰り広げる狂乱の宴を描いている[3]。
4. 修羅場
（作詞・作曲：椎名林檎）
第二期メンバーで撮った初めてのクリップ[3]。
5. 喧嘩上等
（作詞・作曲：椎名林檎）
メンバーが見守る中、神楽の舞を舞うのはドラムス刄田綴色[3]。
6. 黄昏泣き FOR MOTHER
（作詞・作曲：椎名林檎）
曲はピアノメインのオリジナルから一転して、ギターと歌だけで始まって後奏からピアノとドラムが登場するバージョンとなっている[3]。

| #  | タイトル                | 作詞 | 作曲・編曲 | 監督         | 時間 |
| -- | ----------------------- | ---- | ---------- | ------------ | ---- |
| 1. | 「歌舞伎」              |      |            | ウスイヒロシ | 2:40 |
| 2. | 「秘密 FOR DJ」         |      |            | ウスイヒロシ | 4:14 |
| 3. | 「恋は幻 FOR MUSICIAN」 |      |            | ウスイヒロシ | 3:27 |
| 4. | 「修羅場」              |      |            | 番場秀一     | 4:42 |
| 5. | 「喧嘩上等」            |      |            | ウスイヒロシ | 2:22 |
| 6. | 「黄昏泣き FOR MOTHER」 |      |            | ウスイヒロシ | 3:58 |